# سد مانانتالی
سد مانانتالی (به لاتین: Manantali Dam) یک سد و نیروگاه برقابی در مالی است که در استان کایس واقع شده‌است.